# Tiqqun
Tiqqun var en fransk politisk journal omkring årtusindeskiftet og desuden et begreb lanceret i selvsamme tekster for "åbenbaringen af verden som praksis" (jf. det jødiske begreb Tikkun olam). Trods en udbredt opfattelse er Tiqqun ikke en forfatterfigur, eller selv en gruppe af forfattere, men derimod det "rum til eksperimentering" tidsskriftet som sådan udgjorde. 

## Afstikkere
Journalen Tiqqun nåede at udkomme to gange (1999 og 2001) men har siden givet opkomst til andre, relaterede grupper, film, kunstprojekter og tekster under andre navne, fx Den usynlige komité.

## Tekster
Størstedelen af journalen Tiqqun er oversat til flertal sprog, dog endnu få tekster på dansk.

### Oversættelser til dansk
- "Teser om det imaginære parti" i Billed Politik (redigeret af Mikkel Bolt, Jakob Jakobsen og Morten Visby), Nebula Forlag. http://nebulabooks.dk/Billed%20Politik%20-%20At%20se%20er%20at%20dr%C3%A6be%202010.pdf

### Oversættelser til engelsk
- Introduction to Civil War (oversat af Alexander R. Galloway & Jason E. Smith). Los Angeles: Semiotext(e), 2010. ISBN 978-1-58435-086-6.
- This is Not a Program. Los Angeles: Semiotext(e), 2011. ISBN 978-1-58435-097-2.
- Tiqqun 1, udgiver ukendt (2011). Ingen ISBN.
- Theory of Bloom (Oversat af Robert Hurley). LBC Books, 2012. ISBN 978-1-62049-002-0
- Preliminary Materials for a Theory of the Young-Girl (oversat af Ariana Reines). Los Angeles: Semiotext(e), 2012. ISBN 978-1-58435-108-5.

### Sekundær litteratur
- Agamben, Giorgio. "Bidrag til en igangværende krig". Transkribering af forelæsning og samtale med Eric Hazan. TrappeTusind, nr. 4 Arkiveret 8. november 2016 hos  Wayback Machine
- Bolt, Mikkel. "Kunst, kapitalisme, revolution og kommunisering." Passage 64 (2009): s. 145-162. (dansk) https://tidsskrift.dk/passage/article/view/7927/6599
- Ceccaldi, Jérôme. "Rions un peu avec Tiqqun." Multitudes 8 (2002): s. 239-242. (fransk)
- Culp, Andrew. "Insurrectionary Foucault: Tiqqun, The Coming Insurrection, and Beyond." Academia.edu. (engelsk)
- Smith, Jason E. "The Politics of Incivility: Autonomia and Tiqqun." The Minnesota Review 75 (efteråret 2010): s. 119-132. (engelsk)
- Read, Jason. "From Restricted to General Antagonism: Tiqqun’s Introduction to Civil War" Unemployed Negativity. Blogger 27. maj 2010. Web. (engelsk)
- Read, Jason. "A Million Blooms: Tiqqun and Negri on the Actualization of Ontology." Unemployed Negativity. Blogger 7. juli 2011. Web. (engelsk)